# Akhil Bharatiya Hindu Mahasabha
Akhil Bhāratīya Hindū Mahāsabhā (hi. अखिल भारत हिन्दू महासभा, eng. All-Indian Hindu Assembly), en hindunationalistisk organisation och senare politiskt parti, som grundades 1915 som ett politiskt svar på muslimernas All India Muslim League och det sekulära Kongresspartiet. Dess förste partiledare var V.D. Savarkar med K.B. Hedgewar som vice partiledare. Den sistnämnde lämnade senare partiet för att bilda Rashtriya Swayamsevak Sangh.
Inte långt efter Indiens självständighet 1947 gick många av Hindu Mahasabhas medlemmar över till Bharatiya Jana Sangh, lett av S.P. Mukherjee som själv tidigare lämnat partiet efter ett misslyckat försök att öppna partiet för muslimska medlemmar. Förhållandet vid denna tid mellan Hindu Mahasabha och Rashtriya Swayamsevak Sangh var ansträngt till följd av den personliga rivaliteten mellan M.S. Golwalkar, partiledare i Rashtriya Swayamsevak Sangh, och Mahasabhaledaren Savarkar. 
I valen till Lok Sabha erövrades 1962 ett mandat. Sedan fanns Hindu Mahasabha utanför den allunionella politiken fram till 1989, då man återigen erövrade ett mandat i Lok Sabha.